# Charonias
Charonias is een geslacht in de orde van de Lepidoptera (vlinders) familie van de Pieridae (Witjes).
Charonias werd in 1908 beschreven door Röber.

## Soorten
Charonias omvat de volgende soorten:
- Charonias eurytele - (Hewitson, 1853)
- Charonias theano - (Boisduval, 1836)